# 치난데가

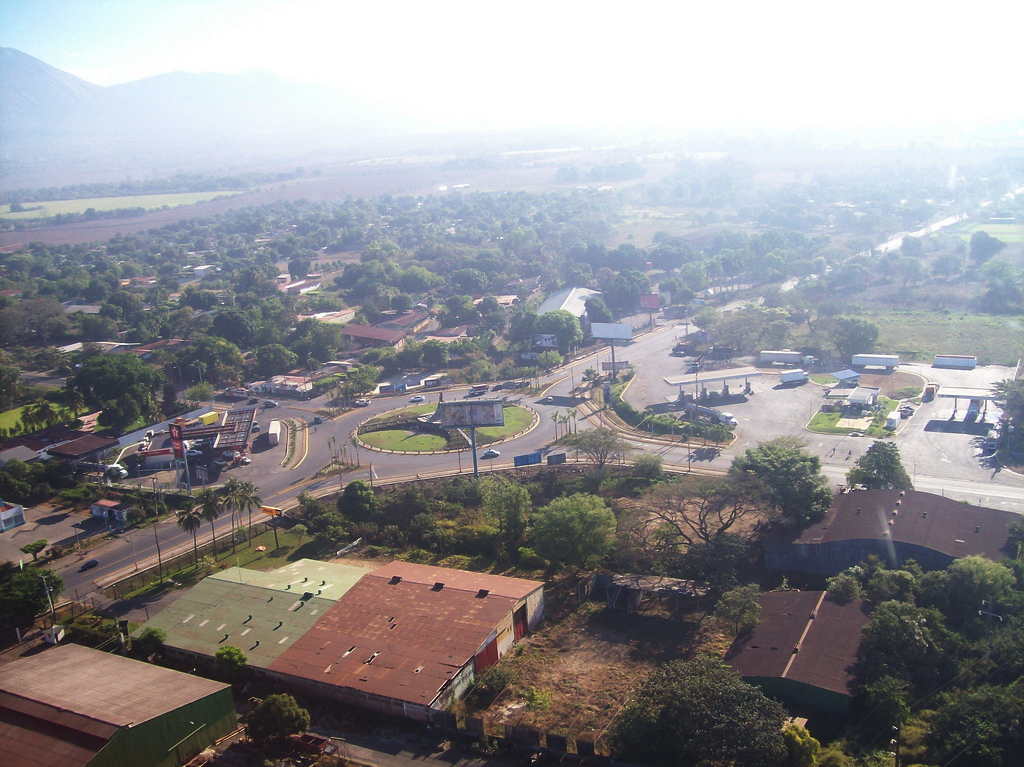

치난데가(스페인어: Chinandega)는 니카라과의 도시로 치난데가 주의 주도이며 면적은 686.61km2, 인구는 121,793명(2006년 기준)이다.